# Parlamentní volby v Bulharsku 1887
Parlamentní volby se konaly 9. října 1887. Volební účast dosáhla přibližně 33 %. Vyhrála Lidová liberální strana, která byla jednou z nástupkyň Liberální strany. Liberální strana se v druhé polovině osmdesátých let 19. století rozpadala, důvodem byl větší počet kandidátů na předsedu strany. V těchto volbách za opozici stály dvě liberální (částečně distancované) politické strany, které se ale nedostaly ani společně do vlády. Volební hlasy se nedochovaly, ale přesto známe rozložení parlamentu po volbách.

## Volební výsledky
| Strana                                                        | Mandáty |
| ------------------------------------------------------------- | ------- |
| Lidová liberální strana                                       | 260     |
| Liberální strana (Radoslavitská) Progresivní liberální strana | 32      |
| celkem                                                        | 292     |